# اکتون (ایندیانا)
اکتون، ایندیانا (به انگلیسی: Acton, Indiana) در ایالات متحده آمریکا است که در ایندیانا واقع شده‌است.

## خصوصیات
اکتون ۲۴۱٫۱ متر بالاتر از سطح دریا واقع شده‌است.